# Anagelasta transversevittata
Anagelasta transversevittata är en skalbaggsart som beskrevs av Stefan von Breuning 1965. Anagelasta transversevittata ingår i släktet Anagelasta och familjen långhorningar.
Artens utbredningsområde är Laos. Inga underarter finns listade i Catalogue of Life.